# Sniper! (jogo de tabuleiro)
Sniper!, com o subtítulo "House-to-House Fighting in World War II" (Luta de Casa-em-Casa na Segunda Guerra Mundial), é um jogo de guerra de tabuleiro para dois jogadores sobre combate homem-a-homem em ambientes urbanos durante a Segunda Guerra Mundial, lançado originalmente em 1973 pela Simulations Publications Inc. (SPI). Depois que a TSR comprou a SPI em 1982, a TSR lançou uma edição expandida do jogo Sniper! em 1986, e seguiu com o lançamento de vários "jogos complementares" e um vídeo game.

## Edição original (SPI)
Sniper! foi lançado pela SPI em 1973 como um jogo de tabuleiro de combate para duas pessoas projetado por James Dunnigan, com material adicional fornecido pelos desenvolvedores Hank Zucker, John Young, Ed Curran, Bob Felice, Bill Sullivan, Angel Gomez e Hal Vaughn, arte da capa de Rodger B. MacGowan, e design gráfico e cartografia de Redmond A. Simonsen. Com o subtítulo House to House Fighting in World War Two, o jogo simula combates urbanos mano a mano na Segunda Guerra Mundial. O jogo foi significativo por ser o primeiro tratamento tático comercial de jogo de guerra de combate homem a homem na Segunda Guerra Mundial.
O jogo veio em três formatos:
- uma caixa branca simples
- uma bandeja de plástico com tampa transparente
- uma "Edição do Designer" em uma caixa de papelão colorida de tamanho normal

### Componentes
A 1ª edição veio com:
- Mapa de 34"x22" (um mapa em papel nas edições "caixa branca" e "contrabandeja", um mapa montado na "Edição do Designer")[3]
- 2 Gráficos e tabelas de Sniper
- Regras do jogo
- 1 bloco de folhas de movimento simultâneo
- 1 bandeja para guardar as peças do jogo
- dois conjuntos de 2 tanques, 2 veículos blindados e 2 caminhões, todos impressos em cartolina que exigia que os veículos fossem cortados
- 400 fichas cortadas em verde oliva para aliados e cinza para alemães

### Jogabilidade

#### Pontos de Movimento
Cada contador, geralmente representando um soldado individual, tem 10 Pontos de Movimento (Movement Points, MP) por turno. No início de cada turno, cada jogador secretamente "compra" ações para cada contador até o limite de 10 MP. Mover uma unidade usa 1 MP por hexágono de terreno plano; outro terreno tem um custo de MP mais alto. Ações como levantar-se ou lançar uma granada usam 5 MP cada. Disparar uma arma ou recarregar uma arma usa todos os 10 MP.

#### Pânico
Depois que as ações para cada contador foram compradas e registradas, cada jogador verifica se suas unidades estão em pânico. Aqueles que estão em pânico não farão nada ou se moverão aleatoriamente.

#### Ações
Todas as ações restantes são realizadas simultaneamente em três fases: combate, movimento e, finalmente, granadas e artilharia.

## Segunda edição (TSR)
Após a compra da SPI pela TSR em 1982, a TSR lançou uma nova versão do jogo Sniper! em 1986, intitulado Sniper! Second Edition: Game of Man-to-Man Combat, 1941-90 (Sniper! Segunda Edição: Jogo de Combate Mano-a-Mano 1941-90), o qual expandiu o período do jogo para incluir a guerra moderna. O jogo expandido, que combinou o Sniper! original da SPI e o jogo irmão Patrol, foi desenvolvido por Steve Winter, com arte e cartografia de Linda Bakk, Doug Chaffee, Tom Darden, Kim Lindau, Rodger B. MacGowan e Colleen O'Malley.
Componentes do jogo incluídos:
- dois grandes mapas de papel de 22"x34" (duas faces, com terreno urbano de um lado e terreno rural do outro, para permitir jogo "duplo-cego" com um árbitro)Ficheiro:Snipergamescreenie3.PNG Mapa rural (versão VASSAL)

Mapa rural (versão VASSAL)

- Livro de regras de 32 páginas dividido em regras básicas, intermediárias, avançadas e opcionais
- folha de cartolina de veículos
- dois dados de seis lados
- bandeja de plástico
- 600 contadores cortados.

Em um artigo no The Wargamer (maio-junho de 1988) sobre o desenvolvimento do jogo, o designer Steve Winter comentou: "Quando comecei a revisar os jogos Sniper! e Patrol em 1985, havia apenas dois outros jogos de guerra (que eu conheça) que cobriam o combate moderno em escala homem-a-homem. Desde então, pelo menos mais três foram publicados (dois dos quais, como o jogo Sniper!, foram fortemente baseados em jogos publicados anteriormente). No entanto, apesar desta onda de jogos homem-a-homem, muito poucos artigos foram publicados sobre qualquer um deles."

### Jogo Companheiro #1:Hetzer
Em 1987, a TSR lançou o primeiro "Sniper Companion Game" intitulado Hetzer (em homenagem ao destruidor de tanques leve alemão Jagdpanzer 38). Conforme indicado por seu subtítulo, "Game of Man-to-Man Combat in Europe, 1940-45", Hetzer voltou ao cenário da Segunda Guerra Mundial do original da SPI, Sniper!. O jogo foi novamente desenvolvido por Steve Winter, com arte e cartografia de Dennis Kauth, David S. LaForce e David C. Sutherland III. Componentes incluídos:
- dois mapas de 22"x34" (semelhantes aos do Sniper! mas incluindo cercas vivas no estilo da Normandia)
- livro de regras de 24 páginas
- livro de regras de 16 páginas
- livro de cenários de 8 páginas
- três folhas de cartolina de veículos
- dois dados de seis faces
- bandeja de balcão
- 400 contadores cortados

### Jogo Companheiro #2:Special Forces
Em 1988, a TSR lançou o segundo "Sniper Companion Game", Special Forces, desenvolvido por Rick Swan, com arte e cartografia de Doug Chaffee, Dennis Kauth, David LaForce, Sue Myers, Stephen Sullivan e David C. Sutherland III. Ao contrário das edições anteriores do jogo, que foram publicadas como conjuntos de caixas, Special Forces foi vendido como uma pasta de cartolina contendo conteúdos soltos, que incluíam:
- dois mapas de 21"x32"
- livro de regras de 24 páginas
- livro de regras de 16 páginas
- livreto de cenário de 8 páginas
- cartão de referência
- um saco ziplock
- 400 contadores cortados.

Na edição de maio a junho de 1988 do The Wargamer, o designer Rick Swan comentou sobre sua abordagem transnacional do jogo, dizendo: "Recebi mais ou menos carta branca para definir o escopo do jogo, então a primeira decisão de design foi estabelecer parâmetros. Parecia que poderia seguir uma de duas maneiras - poderia se concentrar em algumas forças selecionadas em conflitos especificamente escolhidos ou poderia ter uma visão mais ampla e permitir que forças de todo o mundo participassem de uma variedade de situações. A primeira opção exigiria um sistema mais detalhado e complicado do que eu queria, sem falar que exigiria respostas para perguntas que eu não me sentiria à vontade para responder (quais nacionalidades deveriam ser incluídas? O que é uma operação terrorista "típica"?). A segunda opção era mais atraente - não apenas daria aos jogadores muito por onde escolher, mas parecia que seria mais divertido de projetar e mais como um jogo que eu gostaria de jogar."

### Jogo companheiro #3:Bug Hunter
Em 1988, a TSR também lançou uma versão de ficção científica de Sniper! chamado Bug Hunter, desenvolvido por Steve Winter, com arte e cartografia de Kim Janke, Dennis Kauth e David C. Sutherland III, e arte da capa de Keith Parkinson. Usando o sistema de regras de Sniper!, o jogo se concentra no "tema popular de ficção científica de humanos em batalha, ameaçados por criaturas alienígenas cruéis no espaço e no solo".
Os componentes incluem:
- quatro mapas de dupla face
- três livros de regras (regras originais do Sniper!, adaptações de regras de ficção científica, cenários)
- 400 contadores cortados
- cinquenta cartas de eventos aleatórios
- folha de cartolina de recortes de veículos
- planilha de trilha/lista
- pasta de capa, que incluía tabelas de referência[8]

### Vídeo gameSniper!
Em 1989, a TSR lançou Sniper! como um jogo de computador online multijogador na Compuserve. Desenvolvido por Steve Estvanik, o jogo iniciava cada jogador como um recruta no Sniper Saloon & Salad Bar, onde um instrutor de treinamento esperava para mostrar aos novos jogadores como o jogo era jogado. Uma vez treinados, os jogadores podem desafiar outros jogadores para um jogo Sniper! ou jogar contra um oponente computadorizado. Vários subjogos foram apresentados, incluindo:
- Patrulha: dois grupos de combate adversários, Alpha e Bravo, se encontraram entre suas linhas de frente na terra de ninguém
- Infiltração: a força Alpha tentaria cruzar de um lado do mapa para o outro, saindo do mapa na área do Ponto de Vitória do grupo Bravo antes que este pudesse parar o grupo Alpha.[10]

## Recepção
Em A Player's Guide to Table Games ("Um guia do jogador para jogos de mesa"), John Jackson pensou que "são necessárias muitas regras para simular a ação em tal nível [individual]; em última análise, o problema de aprender tantas direções e o tédio de escrever ordens superará o interesse da maioria dos jogadores no assunto."
Em seu livro de 1977, The Comprehensive Guide to Board Wargaming, Nicholas Palmer comentou que "com um contador para cada indivíduo ... você não pode ser mais tático do que isso!" Palmer observou as "regras controversas de pânico (controle de comando) frustrando seus planos mais bem elaborados". Ele concluiu que o jogo era "emocionante e rápido: regras longas, mas fáceis de jogar depois de tentar um ou dois jogos".
Na edição nº 21 da revista Phoenix, Geoff Barnard notou que tanto Sniper! e o jogo seguinte, Patrol, estão "preocupados principalmente com a tecnologia" e não com a jogabilidade. Barnard gostou dos mapas detalhados, mas sentiu que a "regra do pânico" introduziu um fator aleatório demais, comentando: "as estranhas regras de pânico/preservação fazem com que coisas tanto aberrantes quanto lógicas aconteçam - como as jogadas de dados aleatórias determinam."
No livro de 1980 The Complete Book of Wargames, o designer de jogos Jon Freeman comentou que este jogo "sofre por estar desatualizado por designs mais recentes". Freeman descobriu que o sistema de movimento simultâneo interferia na jogabilidade. Freeman concluiu dando ao jogo uma avaliação geral de apenas "Fair" (razoável), dizendo: "Ele oferece variedade e riqueza de detalhes finos para aqueles que acham o assunto e a escala irresistíveis, mas a maioria dos jogadores o achará muito complicado."
Em The Guide to Simulations/Games for Education and Training, Martin Campion comentou sobre o uso deste jogo na sala de aula, dizendo: "Esta é uma simulação muito precisa do perigo e da atividade em situações de combate em cidades. É muito emocionante para os alunos, os quais assistiriam à mesma coisa na TV com frequência e que se identificam prontamente com seus papéis no jogo."
Na edição de maio de 1989 da Games International, James Wallis avaliou Bug Hunter como o "Jogo do Mês" da revista e descobriu que a quantidade de material incluído era para "uma grande quantidade de jogos para qualquer padrão". Ele achou as regras do combate corpo-a-corpo "simples e diretas" e as regras em geral "escritas em um estilo claro que explica tudo sem ser paternalista ou monótono". Ele concluiu dando ao jogo uma pontuação perfeita de 5/5, dizendo: "Bug Hunter tem alguns pontos difíceis, mas [...] é rápido, divertido e contém variáveis suficientes para manter os jogadores interessados por algum tempo."
Na edição de maio-junho de 1991 da revista Fire & Movement (edição 73), Terry Rooker revisou Special Forces da TSR e não ficou muito impressionado, dizendo: "não consegue capturar alguns dos aspectos mais importantes do [moderno] LIC (Light Infantry Combat)." O problema de Rooker era que "o sistema original [do jogo Sniper!] foi projetado para combates de infantaria da Segunda Guerra Mundial. Nesse tipo de guerra, todos obedecem às regras da guerra terrestre e usam uniformes da cor apropriada. Em situações de LIC, a situação não é tão clara. Os combatentes costumam usar roupas indistinguíveis dos não combatentes. A identificação do alvo é muito mais difícil." No entanto, Rooker concluiu: "Para a parte de ação direta de uma missão, Sniper! Special Forces é o melhor jogo disponível."
Na edição de dezembro de 1998 do The Wargamer, James C. Gordon resenhou Hetzer e descobriu que ele "preenche um [nicho] no hobby com uma visão desafiadora das situações de combate no nível do solo na Segunda Guerra Mundial. [. . . ] Gerenciar forças de confiabilidade às vezes questionável, sistemas de armas com vários pontos fortes e fracos e reagir à oposição requer as habilidades de um jogador de xadrez." Gordon gostou do "mapa e contadores feitos profissionalmente" e achou as regras "bem organizadas". Embora tenha achado o jogo complexo, com "muito para lembrar e muito para fazer", ele não achou o sistema complicado. Ele concluiu observando que a precisão histórica do jogo foi derivada de "situações e objetivos típicos. Boas notas para todos."

## Outras resenhas
- Moves #30
- Strategy & Tactics #45
- Fire &amp; Movement #62
- Games &amp; Puzzles #58[18]